# Odbitka kolodionowa

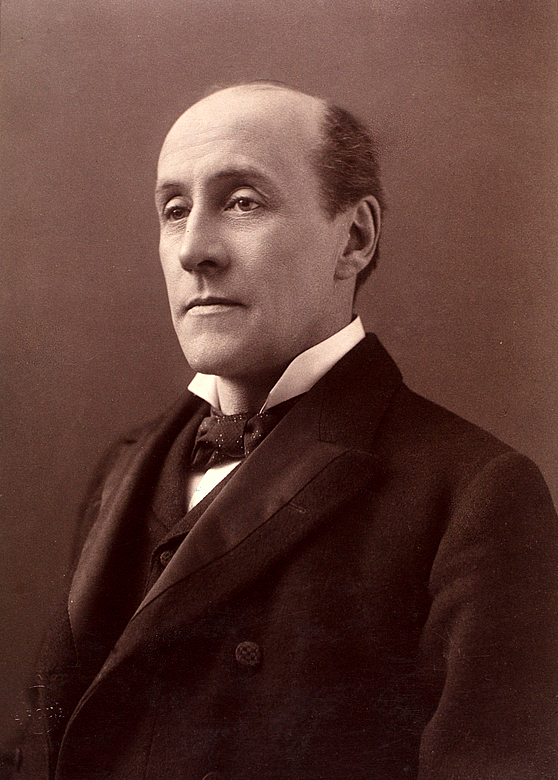
Alfred Ellis & Walery, Anthony Hope Hawkins, 1880-1898, odbitka kolodionowa

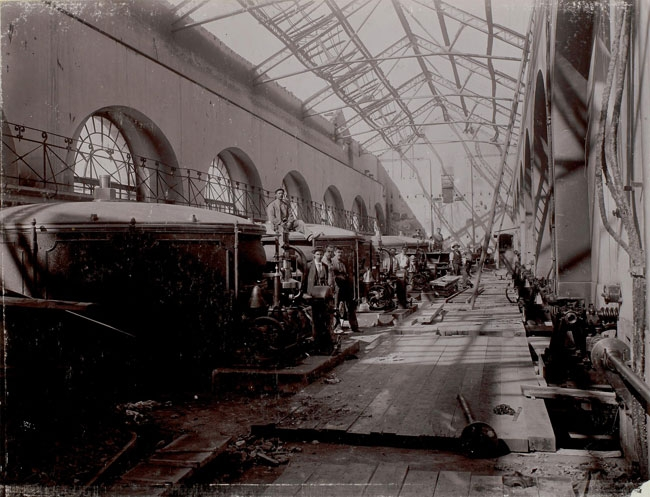
Emile Pricam, Elektrownia wodna w Chèvres, 1898, odbitka kolodionowa

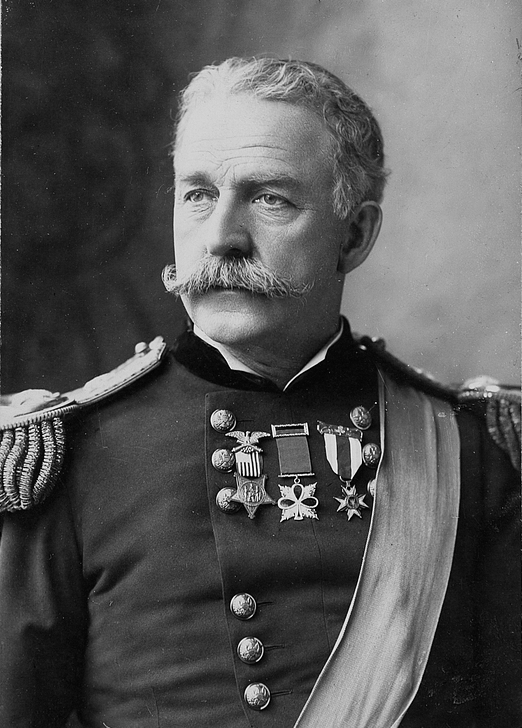
Brands Studio, Nelson Miles Appleton, 1898, odbitka kolodionowa

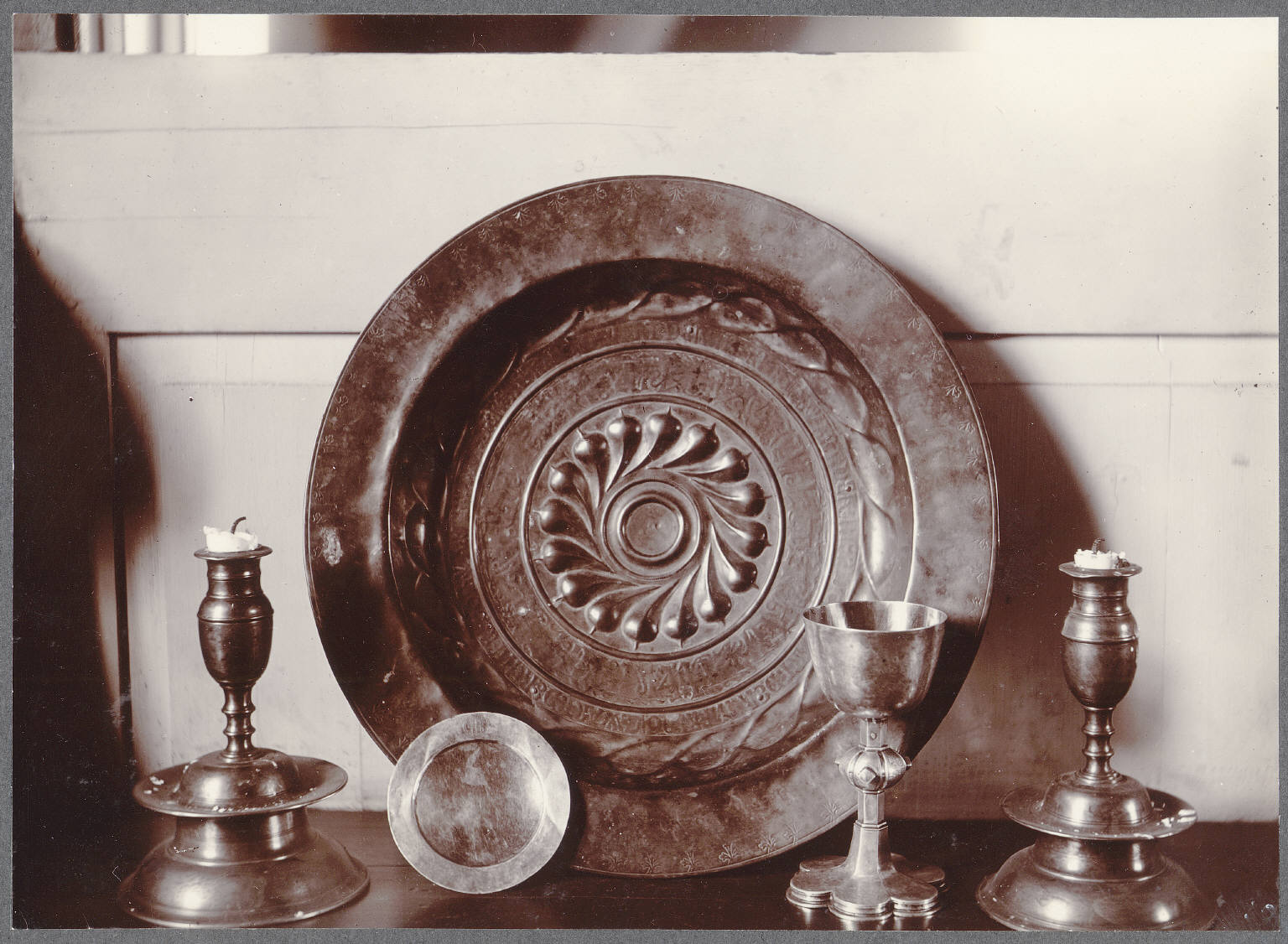
Naczynia i świeczniki z kościoła w Stórólfshvoll, ok. 1900, odbitka kolodionowa

Odbitka kolodionowa (celoidynowa) – pozytyw fotograficzny na papierze pokrytym warstwą barytową i warstwą kolodionu zawierającą chlorek srebra. Obraz uzyskiwało się poprzez kopiowanie (ang. printing-out print, POP), tzn. stykowe naświetlanie papieru przez negatyw aż do pełnego pojawienia się obrazu.
Technika ta powstała w wyniku prac prowadzonych przez różnych badaczy. Stosowana była zarówno przez zawodowych fotografów, jak i amatorów, w okresie od ok. 1870 do ok. 1930, gdy wyparta została przez różnego rodzaju papiery żelatynowo-srebrowe.

## Historia
Kolodion jako nośnik dla soli srebra używany był od 1851 roku, gdy wprowadzono technikę negatywową – tak zwany mokry kolodion – w której kolodionem pokrywano szklane płyty. Eksperymenty nad pokrywaniem papieru kolodionem prowadzili różni badacze; wśród nich byli Jean Laurent i José Martinez-Sanchez, którzy w 1866 roku wprowadzili rodzaj papieru kolodionowego znanego jako papier leptographique; był to zarazem pierwszy papier fotograficzny typu POP. Nie zyskał on jednak większej popularności i zanikł po kilku latach.
Jakkolwiek papier kolodionowy wytwarzano od lat 60. XIX wieku, dopiero w latach 80. zaczął zyskiwać na popularności. Po wprowadzeniu w 1889 roku przez A. Kurtza w Niemczech mechanicznego pokrywania papieru emulsją (wcześniej robiono to ręcznie), większość papierów wytwarzano fabrycznie. Wśród producentów papierów kolodionowych były firmy niemieckie: Liesegang (z Düsseldorfu) i Obernetter (z Monachium), a także warszawska wytwórnia Piotra Lebiedzińskiego.
Jednym z wariantów tej techniki była odbitka kolodionowa matowa, wprowadzona w latach 90. XIX wieku jako odpowiedź na popularną wówczas platynotypię, umożliwiającą tworzenie matowych odbitek w odcieniach głębokiej czerni lub brązu. Pod koniec tej dekady ten rodzaj odbitki kolodionowej stał się dominujący w komercyjnej fotografii portretowej, utrzymując swoją pozycję do około 1910 roku.

## Technika
Papier kolodionowy początkowo przygotowywany był samodzielnie przez fotografów, od lat 80. XIX w. również fabrycznie. W tym celu mieszano kolodion z azotanem srebra i niewielką ilością kwasu winowego lub cytrynowego. Drugą porcję kolodionu łączono z halogenkami – zazwyczaj chlorkami wapnia, strontu lub litu. Oba roztwory następnie były łączone, w wyniku czego w emulsji powstawał chlorek srebra. Następnie papier uprzednio powleczony warstwą barytową pokrywano przygotowaną emulsją, podobnie jak w przypadku szklanych klisz w technice mokrego kolodionu. W późniejszym okresie wykonywano to fabrycznie.
Papier kolodionowy przeznaczony był do kopiowania, co oznacza, że odbitkę otrzymywano poprzez naświetlenie papieru umieszczonego wraz z negatywem w kopioramce, gdzie pozostawał aż do pełnego pojawienia się obrazu. Następnie odbitka była płukana, tonowana (zwłaszcza przy użyciu roztworu chlorku złota) i utrwalana. Ze względu na silną tendencję do zwijania się, odbitki kolodionowe zazwyczaj naklejane były na papier lub karton.
Odbitki kolodionowe matowe otrzymywano poprzez dodanie do emulsji skrobi, a do tonowania – oprócz złota – używano także platyny.